# Ntomba
Die Ntomba (auch Ntombe) sind Menschen einer Ethnie in der Demokratischen Republik Kongo. Sie leben hauptsächlich am Maringa, einem Nebenfluss des Kongo. Sie leben von Fischfang und Landwirtschaft (hauptsächlich Maniok, Bananen und Kolanüsse). Sie sprechen Lomongo.